# Tendresse (film, 1948)
Pour plus de détails, voir Fiche technique et Distribution.
Tendresse (I Remember Mama) est un film américain réalisé par George Stevens, sorti en 1948.

## Synopsis
Saga familiale à San Francisco au début du XXe siècle. Une mère de famille en est le personnage central, qui symbolise sagesse, force et harmonie. Critique voilée du pouvoir financier avec le recul de la crise des années 1930, les références à la "banque" (et comment s'en affranchir) revenant comme un fil rouge au cours du film.

## Fiche technique
- Titre original : I Remember Mama
- Titre français : Tendresse
- Réalisation : George Stevens
- Scénario : DeWitt Bodeen (en) d'après le roman Mama's Bank Account de Kathryn Forbes et d'une pièce de John Van Druten
- Direction artistique : Carroll Clark et Albert S. D'Agostino
- Décors : Emile Kuri et Darrell Silvera
- Costumes : Gile Steele et Edward Stevenson
- Maquillage : Gordon Bau (superviseur)
- Directeur de la photographie : Nicholas Musuraca
- Montage : Robert Swink
- Musique : Roy Webb
- Production :
  - Producteur : Harriet Parsons
  - Producteur exécutif : George Stevens
- Société de production et de distribution : RKO Radio Pictures
- Budget : 3 068 000 $ US[1]
- Pays d’origine :  États-Unis
- Année : 1948
- Langue originale : anglais, français, latin et norvégien
- Format : noir et blanc – 35 mm – 1,37:1 – mono (RCA Sound System)
- Genre : drame
- Durée : 134 minutes
- Dates de sortie :
  -  États-Unis : 17 mars 1948
  -  France : 18 mars 1949

## Distribution
- Irene Dunne : Martha 'Mama' Hanson
- Barbara Bel Geddes : Katrin Hanson
- Oskar Homolka : Oncle Chris Halverson
- Philip Dorn : Lars Hanson
- Cedric Hardwicke : Jonathan Hyde
- Edgar Bergen : Peter Thorkelson
- Rudy Vallée : Dr Johnson
- Barbara O'Neil : Jessie Brown
- Florence Bates : Florence Dana Moorhead
- Peggy McIntyre : Christine Hanson
- June Hedin : Dagmar Hanson
- Steve Brown : Nels Hanson
- Ellen Corby : Tante Trina
- Hope Landin : Tante Jenny
- Edith Evanson : Tante Sigrid
- Tommy Ivo (en) : Cousin Arne